# Buala
Buala je město na Šalomounových ostrovech, nachází se na ostrově Santa Isabel (nejdelší z Šalomounových ostrovů). Buala se skládá ze stanice Jejevo a vesnice Buala. Město se nachází na úbočí kopce, takže nemá prostor pro rozšiřování. Noví přistěhovalci tak osídlovali východní a západní konce městyse podél mořského pobřeží. Jedna ze silnic sahá až do vesnice Hovokio lo na západě okresu Maringe.  
Kubolota, Tithiro, a Maglau jsou vesnice v blízkosti tohoto malého města. Výš ve vnitrozemí jsou Tirotogna, Bara, Gurena a Kolokofa. Lidé z těchto obcí často navštěvují město. 
Výstup na nejvyšší bod v okolí, Kubonitu, je snadný za pomocí místního průvodce z vesnice Tirotogna nebo Bara. Tento vrchol je blízko obou dvou vesnic. Buala má pouze malé a velmi omezené množství služeb. Je zde provinční nemocnice, ale více závažné případy jsou obvykle letecky transportovány do Honiary. Ve městě je i pobočka banky NBSI, nyní nazývaná Banka Jižního Pacifiku. Ovšem opět, je lepší jakékoliv transakce a převádění měny provádět v Honiaře, protože zde mohou mít pouze omezené finanční množství a kratší otevírací dobu.
Neexistuje zde žádný obchod s potravinami. Je tu ovšem malé tržiště, kam lidé přicházejí a nabízejí prodej čerstvé zeleniny a ovoce každý den, kromě neděle. Existují oblasti, kde se prodávají čerstvé ryby, jako je Kolofaga.
Toto město se nachází v blízkosti ostrova Fera, asi 15 minut jízdy lodí. Na ostrově Fera je letiště. Je to pouze malé letiště s travnatou plochou pro menší regionální letadla pro 10 až 15 cestujících. Nový terminál byl dokončen v dubnu 2012.